# Fényelem
A fényelem olyan érzékelő, amelyben a beeső sugárzás hatására az n és p típusú félvezetők határán létrejövő
„zárórétegen” fotofeszültség keletkezik.
Ha két eltérően adalékolt félvezetőt helyezünk egymás mellé, határukon ún. „záróréteg” (p-n
átmenet) jön létre, amely alkalmas a pozitív és negatív töltéshordozók (lyukak és elektronok)
szétválasztására. Ha sugárzás éri ezt az átmenetet, töltéshordozók keletkeznek, amik a záróréteg két
oldalán feszültséget hoznak létre. Ez a fotofeszültség elérheti a 0,7 V-ot.
A fényelemek régebben szelénből készültek, ma leggyakrabban szilíciumból, GaAs-ból készült
fényelemeket használnak. Ha a fényelem két sarkát kis ellenálláson át összekötjük, a rajta mérhető
áram a besugárzással (megvilágítással) arányos.
Fényelemeket alkalmaznak megvilágításmérőkben, fénysűrűségmérőkben, fényképészeti
megvilágításmérőkben, mozaikérzékelők elemeiként (multichannel element). Napelemként való
alkalmazásuk jelentősége is növekszik.
Fotométerekben előtétszűrőkkel érik el, hogy spektrális érzékenységük és irányfüggésük a V(λ) ill.
cos függvényeknek megfeleljen.